# دانشگاه آلابامای شمالی
دانشگاه آلابامای شمالی (UNA) یک دانشگاه دولتی در فلورانس، آلاباما است. این دانشگاه قدیمی‌ترین دانشگاه دولتی این ایالت است. دانشگاه آلابامای شمالی در ۱۳۰-جریب-فرنگی (۰٫۵-کیلومتر-مربع) در بخش مسکونی فلورانس و یک منطقه که شامل چهار شهر تاسکامبیا، شفیلد و ماسل شائول نیز می‌شود، واقع شده‌است. این شهرها یک منطقه شهری با جمعیتی بالغ بر 140000 نفر را تشکیل می‌دهند. این دانشگاه ابتدا با نام کالج لاگرانج در سال 1830 تأسیس شد. این کالج در سال 1872 به عنوان اولین کالج معلمان تحت حمایت دولت در جنوب رودخانه اوهایو راه اندازی شد. یک سال بعد، این دانشگاه به یکی از اولین کالج‌های مختلط کشور تبدیل شد.

## تاریخچه
کالج لاگرانج در ۱۱ ژانویه ۱۸۳۰ در دهکده ای کوهستانی در چند مایلی جنوب لیتون در شمال شرقی شهرستان کولبر، آلاباما افتتاح شد. لاگرانج در زبان فرانسوی به معنای «آبخانه» است.

## کالج معلمان ایالت فلورانس
این مؤسسه بیش از ۵۰ سال به عنوان یک مدرسه عادی عمل کرد تا اینکه در سال ۱۹۲۹ به یک کالج معلمان دولتی تبدیل شد که یک برنامه درسی چهار ساله در آموزش ابتدایی ارائه می‌کرد. اولین مدرک لیسانس در سال ۱۹۳۱ اعطا شد. کمتر از یک دهه بعد، برنامه درسی به یک دوره چهار ساله تحصیلی در آموزش متوسطه گسترش یافت. در سال ۱۹۴۷، برنامه درسی دوباره گسترش یافت و شامل برنامه‌های درجه AB و BS در زمینه‌هایی غیر از آموزش معلمان شد.